# Örnsköldsviks SK
Örnsköldsviks SK (ÖSK), bildad 11 oktober 1921, var en sportklubb i Örnsköldsvik i Sverige med innebandy och ishockey på programmet. Tidigare har man även utövat bland annat fotboll, där man spelade i Division IV säsongen 1956/1957, och boxning.
2005/2006 delades föreningen upp i två nya föreningar Örnsköldsvik Innebandy och Örnsköldsviks SK Hockeyclub. Ishockeyklubben gick 2010 ihop med KB 65 till Örnsköldsvik Hockey.

## Innebandy
Innebandysektionen startade 1987, då innebandyklubben IBK Haspel gick upp i Örnsköldsviks SK. Dessförinnan hette laget Bäverdödarna mellan 1982 och 1987.I innebandy har Örnsköldsviks SK vunnit SM-guld på damsidan, vilket skedde säsongen 2003-2004. Sedan säsongen 2007/2008 bedrivs verksamheten i föreningen Örnsköldsvik Innebandy.

### Fotnoter
1. ↑  ”ÖSK 100 år”. Örnsköldsviks SK. 21 juni 2021. https://www.svenskalag.se/oskhockey/nyheter/1647825/osk-100-ar. Läst 3 november 2021.
2. ↑  Clas Glenning Football. ”1956-57”. Clas Glenning Football. https://sites.google.com/site/clasglenningfootball/home/sweden-historical-tables/1956-57. Läst 6 november 2016.
3. ↑  ”SM, seniorer”. Svenska innebandyförbundet. Arkiverad från originalet den 27 april 2016. https://web.archive.org/web/20160427042344/http://www.innebandy.se/StatistikHistorik/SM-medaljer-genom-tiderna/SM-seniorer/. Läst 6 november 2016.